# A Kaposvári Rákóczi FC 2011–2012-es szezonja
A Kaposvári Rákóczi FC 2011–2012-es szezonja szócikk a Kaposvári Rákóczi FC első számú férfi labdarúgócsapatának egy idényéről szól, mely sorozatban a 8., összességében pedig a 13. idénye a csapatnak a magyar első osztályban. A klub fennállásának ekkor volt a 88. évfordulója.

## Statisztikák
Utolsó elszámolt mérkőzés dátuma: 2012. május 27.

### Mérkőzések
| Lejátszott mérkőzések száma        | 44 (30 OTP Bank Liga, 6 Magyar kupa, 8 Ligakupa)              |
| Győzelmek száma                    | 14 (7 OTP Bank Liga, 3 Magyar kupa, 4 Ligakupa)               |
| Döntetlenek száma                  | 18 (14 OTP Bank Liga, 2 Magyar kupa, 2 Ligakupa)              |
| Vereségek száma                    | 12 (9 OTP Bank Liga, 1 Magyar kupa, 2 Ligakupa)               |
| Szerzett gólok száma               | 52                                                            |
| Kapott gólok száma                 | 51                                                            |
| Gólkülönbség                       | +1                                                            |
| Sárga lapok                        | 91                                                            |
| Kiállítások                        | 9                                                             |
| Legtöbbet figyelmeztetett játékos  | Jánvári Gábor (9 , 1 )                                        |
| Legnagyobb arányú győzelem         | Kaposvári Rákóczi 3–0 Putnok VSE (2011. 12. 03.)              |
| Legnagyobb arányú vereség          | Kecskeméti TE 4–0 Kaposvári Rákóczi (2011. 07. 24.)           |
| Legmagasabb hazai nézőszám         | 4 700 néző, Kaposvári Rákóczi 2–2 Ferencváros (2011. 07. 17.) |
| Legalacsonyabb hazai nézőszám      | 200 néző, Kaposvári Rákóczi 0–1 Lombard Pápa (2012. 02. 22.)  |
| Legtöbbször pályára lépett játékos | Jánvári Gábor (33 mérkőzés)                                   |
| Legtöbbször pályára lépett játékos | Balázs Benjámin (33 mérkőzés)                                 |
| Házi gólkirály                     | Milan Perić (13 )                                             |
| Pontok                             | 60/132 (45,46%)                                               |

### Kiírások
| Kiírás        | Statisztikák | Statisztikák | Statisztikák | Statisztikák | Statisztikák | Statisztikák | Kezdő forduló | Végső forduló/ helyezés | Mérkőzések dátumai | Mérkőzések dátumai |
| Kiírás        | M            | GY           | D            | V            | LG–KG        | GK           | Kezdő forduló | Végső forduló/ helyezés | Első               | Utolsó             |
| ------------- | ------------ | ------------ | ------------ | ------------ | ------------ | ------------ | ------------- | ----------------------- | ------------------ | ------------------ |
| OTP Bank Liga | 30           | 7            | 14           | 9            | 35–42        | –7           | —             |                         | 2011. 07. 17.      | 2012. 05. 27.      |
| Magyar kupa   | 6            | 3            | 2            | 1            | 7–2          | +5           | 3. forduló    | Negyeddöntő             | 2011. 09. 21.      | 2012. 03. 13.      |
| Ligakupa      | 8            | 4            | 2            | 2            | 10–7         | +3           | Csoportkör    | Negyeddöntő             | 2011. 08. 30.      | 2012. 03. 07.      |

## Mérkőzések
| Színmagyarázat | Színmagyarázat |
| -------------- | -------------- |
|                | Győzelem.      |
|                | Döntetlen.     |
|                | Vereség.       |

### Téli felkészülési mérkőzések
| 2012. január 24. |

| Paksi FC | 0 – 1               | Kaposvári Rákóczi |
| -------- | ------------------- | ----------------- |
|          | (0 – 0) Jegyzőkönyv | Bőle 52'          |

| Madocsa Nézőszám: 100 Játékvezető: Lacza J. (magyar) |

| 2012. január 28. |

| NK Nafta Lendava | 0 – 2               | Kaposvári Rákóczi    |
| ---------------- | ------------------- | -------------------- |
|                  | (0 – 0) Jegyzőkönyv | Gujić 78' Jammeh 88' |

| Lendva, Szlovénia Nézőszám: 100 |

| 2012. január 31. |

| Csákvári TK | 1 – 2               | Kaposvári Rákóczi       |
| ----------- | ------------------- | ----------------------- |
| Béres 65'   | (0 – 2) Jegyzőkönyv | Diallo 34' Pavlović 40' |

| Siófok Nézőszám: 100 |

| 2012. február 4. |

| Kaposvári Rákóczi    | 3 – 0               | Ceglédi VSE |
| -------------------- | ------------------- | ----------- |
| Grumić Okuka Horváth | (3 – 0) Jegyzőkönyv |             |

| Telki Játékvezető: Pánczél Krisztián (magyar) |

| 2012. február 7. |

| NK HAŠK | 1 – 3               | Kaposvári Rákóczi    |
| ------- | ------------------- | -------------------- |
|         | (1 – 2) Jegyzőkönyv | Pavlović Diallo Zsók |

| Póla, Horvátország |

| 2012. február 11. |

| NK Karlovac | 0 – 0               | Kaposvári Rákóczi |
| ----------- | ------------------- | ----------------- |
|             | (0 – 0) Jegyzőkönyv |                   |

| Póla, Horvátország |

| 2012. február 14. |

| NK Opatija | 0 – 0               | Kaposvári Rákóczi |
| ---------- | ------------------- | ----------------- |
|            | (0 – 0) Jegyzőkönyv |                   |

| Igralište Opatije, Opatija, Horvátország |

| 2012. február 18. |

| Kaposvári Rákóczi    | 4 – 0               | Dombóvári FC |
| -------------------- | ------------------- | ------------ |
| Hegedűs Major Balázs | (1 – 0) Jegyzőkönyv |              |

| Rákóczi Stadion, Kaposvár Nézőszám: 200 Játékvezető: Böröczi (magyar) |

### OTP Bank Liga 2011–12

#### Őszi fordulók
| 1. forduló 2011. július 17. 18:00 |

| Kaposvári Rákóczi                          | 2 – 2                         | Ferencváros             |
| ------------------------------------------ | ----------------------------- | ----------------------- |
| Okuka 5' 34' Perić 73' Zsók 28' Grumić 45' | (1 – 1) Jegyzőkönyv Részletek | Félix 26' 34' Otten 83' |

| Rákóczi Stadion, Kaposvár Nézőszám: 4 700 Játékvezető: Kassai Viktor (magyar) |

| 2. forduló 2011. július 24. 19:00 |

| Kecskeméti TE                                                              | 4 – 0                         | Kaposvári Rákóczi |
| -------------------------------------------------------------------------- | ----------------------------- | ----------------- |
| Kéthévoama 10' 13' Savić 31' (11-esből) Gyurcsó 53' Radanović 2' Čukić 85' | (3 – 0) Jegyzőkönyv Részletek | Jánvári 89'       |

| Széktói Stadion, Kecskemét Nézőszám: 2 000 Játékvezető: Veizer Roland (magyar) |

| 3. forduló 2011. július 30. 20:00 |

| Kaposvári Rákóczi                                           | 2 – 0                         | Videoton             |
| ----------------------------------------------------------- | ----------------------------- | -------------------- |
| Perić 13' 68' Gujić 41' Balázs 52' Pavlović 84' Alexeev 92' | (1 – 0) Jegyzőkönyv Részletek | Vaskó 39' Lipták 43' |

| Rákóczi Stadion, Kaposvár Nézőszám: 3 000 Játékvezető: Németh Ádám (magyar) Asszisztensek: Kispál Norbert Farkas Balázs |

| 4. forduló 2011. augusztus 6. 19:00 |

| Lombard Pápa                           | 1 – 0                         | Kaposvári Rákóczi    |
| -------------------------------------- | ----------------------------- | -------------------- |
| Lovrencsics 42' Totadze 62' Farkas 84' | (1 – 0) Jegyzőkönyv Részletek | Okuka 25' Balázs 37' |

| Perutz Stadion, Pápa Nézőszám: 2 000 Játékvezető: Radványi Ádám (magyar) |

| 5. forduló 2011. augusztus 14. 18:00 |

| Kaposvári Rákóczi                            | 2 – 2                         | Újpest                                                                                  |
| -------------------------------------------- | ----------------------------- | --------------------------------------------------------------------------------------- |
| Perić 7' (11-esből) 85' Zsók 80' Kulcsár 87' | (1 – 0) Jegyzőkönyv Részletek | Dvorschák 47' Rajczi 88' 90′ Böőr 17' Marković 18' Szokol 30′ Pollák 64' Mihajlović 85' |

| Rákóczi Stadion, Kaposvár Nézőszám: 3 400 Játékvezető: Berger József (magyar) |

| 6. forduló 2011. augusztus 20. 19:00 |

| BFC Siófok                                               | 3 – 1                         | Kaposvári Rákóczi               |
| -------------------------------------------------------- | ----------------------------- | ------------------------------- |
| Melczer 25' (11-esből) 28' (11-esből) 65' (11-esből) 53' | (2 – 1) Jegyzőkönyv Részletek | Bank 18' 64′ Okuka 31′ Zsók 50' |

| Révész Géza utcai stadion, Siófok Nézőszám: 2 800 Játékvezető: Takács János (magyar) |

| 7. forduló 2011. augusztus 27. 19:00 |

| Kaposvári Rákóczi                                               | 4 – 4                         | Paksi FC                                                           |
| --------------------------------------------------------------- | ----------------------------- | ------------------------------------------------------------------ |
| Perić 30' 32' Balázs 71' 72' Šafarić 87' (11-esből) Alexeev 55' | (2 – 0) Jegyzőkönyv Részletek | Kiss 56' Bartha 69' Böde 89' Gévay 90+1' 85' Sipeki 51' Sifter 74' |

| Rákóczi Stadion, Kaposvár Nézőszám: 2 000 Játékvezető: Berke Balázs (magyar) |

| 8. forduló 2011. szeptember 10. 19:00 |

| Kaposvári Rákóczi | 0 – 0                         | Győri ETO                                              |
| ----------------- | ----------------------------- | ------------------------------------------------------ |
| Perić 57'         | (0 – 0) Jegyzőkönyv Részletek | Ji-Paraná 18' Trajković 49' Fehér 56' Pilibaitis 90+1′ |

| Rákóczi Stadion, Kaposvár Nézőszám: 3 000 Játékvezető: Németh Ádám (magyar) |

| 9. forduló 2011. szeptember 16. 18:00 |

| Diósgyőr                           | 2 – 1                         | Kaposvári Rákóczi     |
| ---------------------------------- | ----------------------------- | --------------------- |
| Lippai 11' Arze 52' Abdouraman 32' | (1 – 0) Jegyzőkönyv Részletek | Perić 66' Jánvári 64' |

| DVTK-stadion, Miskolc Nézőszám: 6 500 Játékvezető: Oláh Gábor (magyar) Asszisztensek: Berettyán Péter Horváth Róbert |

| 10. forduló 2011. szeptember 24. 15:00 |

| Kaposvári Rákóczi                                 | 1 – 1                         | Debreceni VSC                                  |
| ------------------------------------------------- | ----------------------------- | ---------------------------------------------- |
| Jammeh 80' Petrazzi 42' Jánvári 76' Mudreša 90+2' | (0 – 0) Jegyzőkönyv Részletek | Coulibaly 90+3' (11-esből) Varga 22' Illés 69' |

| Rákóczi Stadion, Kaposvár Nézőszám: 2 800 Játékvezető: Szabó Zsolt (magyar) |

| 11. forduló 2011. október 1. 18:00 |

| Pécsi MFC                                                       | 1 – 1                         | Kaposvári Rákóczi |
| --------------------------------------------------------------- | ----------------------------- | ----------------- |
| Andorka 24' Regedei 36' Todorović 48' Demjén 52' Simonfalvi 85' | (1 – 1) Jegyzőkönyv Részletek | Perić 23' 13'     |

| PMFC Stadion, Pécs Nézőszám: 3 300 Játékvezető: Bognár Tamás (magyar) |

| 12. forduló 2011. október 15. 18:00 |

| Kaposvári Rákóczi                                     | 2 – 2                         | Budapest Honvéd                             |
| ----------------------------------------------------- | ----------------------------- | ------------------------------------------- |
| Perić 45' (11-esből) Pavlović 55' Okuka 20' Gujić 28' | (1 – 2) Jegyzőkönyv Részletek | Danilo 8' 35' 44' Ivancsics 45' Johnson 86' |

| Rákóczi Stadion, Kaposvár Nézőszám: 3 200 Játékvezető: Solymosi Péter (magyar) |

| 13. forduló 2011. október 22. 17:00 |

| Haladás                                                 | 1 – 1                         | Kaposvári Rákóczi                             |
| ------------------------------------------------------- | ----------------------------- | --------------------------------------------- |
| Vujović 45' Oross 32' Rajos 54' Halmosi 61' Horváth 82' | (1 – 0) Jegyzőkönyv Részletek | Perić 83' Petrazzi 19' Jánvári 29' Grumić 42' |

| Rohonci úti stadion, Szombathely Nézőszám: 3 900 Játékvezető: Berger József (magyar) |

| 14. forduló 2011. október 29. 17:00 |

| Kaposvári Rákóczi   | 0 – 0                         | Vasas                                                   |
| ------------------- | ----------------------------- | ------------------------------------------------------- |
| Okuka 51' Jawad 90' | (0 – 0) Jegyzőkönyv Részletek | Sütő 51' Šimić 76' Farkas 80' Mehmedagić 86' Kovács 90' |

| Rákóczi Stadion, Kaposvár Nézőszám: 3 124 Játékvezető: Farkas Ádám (magyar) |

| 15. forduló 2011. november 5. 17:00 |

| Zalaegerszegi TE                             | 1 – 1                         | Kaposvári Rákóczi                             |
| -------------------------------------------- | ----------------------------- | --------------------------------------------- |
| Méyé 30' Kovács 19' Tököli 58' Bulatović 89' | (1 – 1) Jegyzőkönyv Részletek | Bőle 15' 62' Zsók 17' Petrazzi 81' Jammeh 78' |

| ZTE Aréna, Zalaegerszeg Nézőszám: 3 124 Játékvezető: Solymosi Péter (magyar) |

| 16. forduló 2011. november 20. 18:00 |

| Ferencváros  | 0 – 0                         | Kaposvári Rákóczi                 |
| ------------ | ----------------------------- | --------------------------------- |
| Pölöskey 62' | (0 – 0) Jegyzőkönyv Részletek | Perić 58′ Gujić 86' Hajdúch 90+2' |

| Albert Flórián Stadion, Budapest Nézőszám: 4 000 Játékvezető: Németh Ádám (magyar) |

| 17. forduló 2011. november 26. 16:00 |

| Kaposvári Rákóczi                                           | 2 – 1                         | Kecskeméti TE                                                |
| ----------------------------------------------------------- | ----------------------------- | ------------------------------------------------------------ |
| Balázs 37' 88' Graszl 63' (11-esből) Kulcsár 51' Diallo 86' | (1 – 0) Jegyzőkönyv Részletek | Lencse 48' Urbán 17' Čukić 21' Bori 76' Gyagya 77' Pekár 81' |

| Rákóczi Stadion, Kaposvár Nézőszám: 1 700 Játékvezető: Szabó Zsolt (magyar) |

#### Tavaszi fordulók
| 18. forduló 2012. március 3. 15:00 |

| Videoton                               | 2 – 0                         | Kaposvári Rákóczi      |
| -------------------------------------- | ----------------------------- | ---------------------- |
| Oliveira 69' Nikolics 72' Vinícius 36' | (0 – 0) Jegyzőkönyv Részletek | Jánvári 74′ Grumić 75' |

| Sóstói Stadion, Székesfehérvár Nézőszám: 3 423 Játékvezető: Berger József (magyar) Asszisztensek: Albert István Medovarszki János |

| 19. forduló 2012. március 10. 16:00 |

| Kaposvári Rákóczi                   | 2 – 0                         | Lombard Pápa |
| ----------------------------------- | ----------------------------- | ------------ |
| Grumić 6' 73' Gujić 81' Hajdúch 87' | (1 – 0) Jegyzőkönyv Részletek | Arsić 75'    |

| Rákóczi Stadion, Kaposvár Nézőszám: 2 200 Játékvezető: Farkas Ádám (magyar) |

| 20. forduló 2012. március 16. 18:00 |

| Újpest                                                 | 3 – 1               | Kaposvári Rákóczi                                         |
| ------------------------------------------------------ | ------------------- | --------------------------------------------------------- |
| Remili 20' Kabát 54' 85' 50' Pollák 34' Vasiljević 45' | (1 – 0) Jegyzőkönyv | Grumić 52' Pavlović 53' Balázs 61' Jánvári 72' Diallo 87' |

| Szusza Ferenc Stadion, Budapest Nézőszám: 3 439 Játékvezető: Becséri Dániel (magyar) |

| 21. forduló 2012. március 24. 17:00 |

| Kaposvári Rákóczi                              | 2 – 3               | BFC Siófok                                                |
| ---------------------------------------------- | ------------------- | --------------------------------------------------------- |
| Ndiaye 57' Jammeh 73' 63' Okuka 26' Diallo 35' | (0 – 3) Jegyzőkönyv | Nyári 18' Haraszti 20' Simon 36' Melczer 6' Mogyorósi 45' |

| Rákóczi Stadion, Kaposvár Nézőszám: 2 600 Játékvezető: Iványi Zoltán (magyar) |

| 22. forduló 2012. március 31. 17:00 |

| Paksi FC | 0 – 0               | Kaposvári Rákóczi      |
| -------- | ------------------- | ---------------------- |
|          | (0 – 0) Jegyzőkönyv | Sedlák 31' Dankwah 51' |

| Fehérvári út, Paks Nézőszám: 1 852 Játékvezető: Solymosi Péter (magyar) |

| 23. forduló 2012. április 6. 18:00 |

| Győri ETO                      | 2 – 1               | Kaposvári Rákóczi                 |
| ------------------------------ | ------------------- | --------------------------------- |
| Pátkai 9' Varga 25' Völgyi 84' | (2 – 0) Jegyzőkönyv | Ndiaye 46' Graszl 19' Dankwah 45' |

| ETO Park, Győr Nézőszám: 2 500 Játékvezető: Fábián Mihály (magyar) |

| 24. forduló 2012. április 13. 18:00 |

| Kaposvári Rákóczi                                                   | 3 – 2               | Diósgyőr                          |
| ------------------------------------------------------------------- | ------------------- | --------------------------------- |
| Ndiaye 60' (11-esből) 86' Grumić 90+3' 90+3' Balázs 46' Jánvári 65' | (0 – 1) Jegyzőkönyv | Sekour 32' Tisza 71' 76' Vági 59' |

| Rákóczi Stadion, Kaposvár Nézőszám: 2 500 Játékvezető: Becséri Dániel (magyar) |

| 25. forduló 2012. április 22. 18:30 |

| Debreceni VSC                                 | 3 – 0                         | Kaposvári Rákóczi      |
| --------------------------------------------- | ----------------------------- | ---------------------- |
| Korhut 7' 90+2′ Méyé 28' Bouadla 36' Máté 89' | (3 – 0) Jegyzőkönyv Részletek | Farkas 34' Jánvári 35' |

| Oláh Gábor utcai stadion, Debrecen Nézőszám: 4 200 Játékvezető: Vad II. István (magyar) |

| 26. forduló 2012. április 28. 18:00 |

| Kaposvári Rákóczi                  | 1 – 0               | Pécsi MFC                                              |
| ---------------------------------- | ------------------- | ------------------------------------------------------ |
| Balázs 48' Diallo 89' Lamine 90+4' | (0 – 0) Jegyzőkönyv | Kvekveskiri 5' Paracki 14' Bajzát 55' Šćepanović 90+4' |

| Rákóczi Stadion, Kaposvár Nézőszám: 2 600 Játékvezető: Radványi Ádám (magyar) |

| 27. forduló 2012. május 6. 16:00 |

| Budapest Honvéd                        | 0 – 0               | Kaposvári Rákóczi     |
| -------------------------------------- | ------------------- | --------------------- |
| Hervé Tchami 19' Bobál 71' Faggyas 84′ | (0 – 0) Jegyzőkönyv | Graszl 13′ Jammeh 20' |

| Bozsik József Stadion, Budapest Nézőszám: 900 Játékvezető: Iványi Zoltán (magyar) |

| 28. forduló 2012. május 12. 18:00 |

| Kaposvári Rákóczi                              | 1 – 1               | Haladás                                                           |
| ---------------------------------------------- | ------------------- | ----------------------------------------------------------------- |
| Grumić 51' 51' Ndiaye 22' Okuka 63' Balázs 83' | (0 – 1) Jegyzőkönyv | Nagy 15' 28' Guzmics 19' Halmosi 67' Tóth 68′ Iszlai 76' Nagy 82' |

| Rákóczi Stadion, Kaposvár Nézőszám: 2 400 Játékvezető: Berke Balázs (magyar) |

| 29. forduló 2012. május 20. 15:00 |

| Vasas                                            | 0 – 1               | Kaposvári Rákóczi                                     |
| ------------------------------------------------ | ------------------- | ----------------------------------------------------- |
| Matolcsi 8' Katona 54' Bárányos 75' Görgényi 78' | (0 – 0) Jegyzőkönyv | Ndiaye 79' (11-esből) Balázs 32' Jammeh 62' Okuka 73' |

| Illovszky Rudolf Stadion, Budapest Nézőszám: 800 Játékvezető: Berger József (magyar) |

| 30. forduló 2012. május 27. 18:00 |

| Kaposvári Rákóczi                                     | 3 – 1               | Zalaegerszegi TE                                            |
| ----------------------------------------------------- | ------------------- | ----------------------------------------------------------- |
| Grumić 4' 20' 4' Graszl 62' (11-esből) 59' Ndiaye 78' | (2 – 1) Jegyzőkönyv | Okuka 10' (öngól) Kocsárdi 21' Polareczki 25' Szakály 90+1' |

| Rákóczi Stadion, Kaposvár Nézőszám: 2 000 Játékvezető: Veizer Roland (magyar) |

#### Végeredmény
| #   | Csapat            | M  | GY | D  | V  | G+ – G– | GK  | P                                                      | Megjegyzések                                   |
| --- | ----------------- | -- | -- | -- | -- | ------- | --- | ------------------------------------------------------ | ---------------------------------------------- |
| 1.  | Debreceni VSC     | 30 | 22 | 8  | 0  | 64–18   | +46 | 74                                                     | 2012–2013-as Bajnokok Ligája – 2. selejtezőkör |
| 2.  | Videoton          | 30 | 21 | 3  | 6  | 58–19   | +39 | 66                                                     | 2012–2013-as Európa-liga – 2. selejtezőkör     |
| 3.  | Győri ETO         | 30 | 20 | 3  | 7  | 56–31   | +25 | 63 \|style="background-color: #FAFAFA;"\|              |                                                |
| 4.  | Budapest Honvéd   | 30 | 13 | 7  | 10 | 48–40   | +8  | 46                                                     | 2012–2013-as Európa-liga – 1. selejtezőkör     |
| 5.  | Kecskeméti TE     | 30 | 13 | 6  | 11 | 48–38   | +10 | 45 \|rowspan="10" style="background-color: #FAFAFA;"\| |                                                |
| 6.  | Paksi FC          | 30 | 12 | 9  | 9  | 47–51   | −4  | 45                                                     |                                                |
| 7.  | Diósgyőr          | 30 | 13 | 4  | 13 | 42–43   | −1  | 43                                                     |                                                |
| 8.  | Haladás           | 30 | 9  | 11 | 10 | 39–37   | +2  | 38                                                     |                                                |
| 9.  | BFC Siófok        | 30 | 9  | 9  | 12 | 30–41   | −11 | 36                                                     |                                                |
| 10. | Kaposvári Rákóczi | 30 | 7  | 14 | 9  | 35–42   | −7  | 35                                                     |                                                |
| 11. | Ferencváros       | 30 | 9  | 7  | 14 | 31–36   | −5  | 34                                                     |                                                |
| 12. | Pécsi MFC         | 30 | 8  | 10 | 12 | 36–50   | −14 | 34                                                     |                                                |
| 13. | Újpest            | 30 | 8  | 8  | 14 | 34–46   | −12 | 32                                                     |                                                |
| 14. | Lombard Pápa      | 30 | 8  | 6  | 16 | 26–40   | −14 | 30                                                     |                                                |
| 15. | Vasas             | 30 | 5  | 9  | 16 | 29–51   | −22 | 22                                                     | NB II                                          |
| 16. | Zalaegerszegi TE  | 30 | 1  | 10 | 19 | 25–65   | −40 | 13                                                     | NB II                                          |

Forrás: MLSZ adatbank 
A rangsorolás alapszabályai: 1. összpontszám, 2. győzelmek száma, 3. gólkülönbség, 4. szerzett gólok száma, 5. egymás elleni eredmények összpontszáma,  6. egymás elleni eredmények gólkülönbsége, 7. egymás elleni eredmények szerzett góljainak száma, 8. egymás elleni eredmények idegenben szerzett góljainak száma.
A Vasastól két pontot levontak.
(B): Bajnokcsapat, (K): Kieső csapat, (F): Feljutó csapat, (I): Kupainduló, (R): A rájátszás győztese, (KGY): Kupagyőztes

Jegyzet
- A Győri ETO-t az UEFA eltiltotta a nemzetközi kupaszerepléstől, ezért a negyedik helyezett csapat indulhatott a 2012–13-as Európa-ligában.[2]

#### Eredmények összesítése
Az alábbi táblázatban összesítve szerepelnek a Kaposvári Rákóczi FC 2011/12-es bajnokságban elért eredményei.
| Ősz/tavasz (forduló)    | Otthon | Otthon | Otthon | Otthon | Otthon | Otthon | Otthon | Idegenben | Idegenben | Idegenben | Idegenben | Idegenben | Idegenben | Idegenben |
| Ősz/tavasz (forduló)    | M      | GY     | D      | V      | LG–KG  | GK     | P      | M         | GY        | D         | V         | LG–KG     | GK        | P         |
| ----------------------- | ------ | ------ | ------ | ------ | ------ | ------ | ------ | --------- | --------- | --------- | --------- | --------- | --------- | --------- |
| Őszi szezon (1–17.)     | 9      | 2      | 7      | 0      | 15–12  | +3     | 13     | 8         | 0         | 4         | 4         | 5–13      | –8        | 4         |
| Tavaszi szezon (18–30.) | 6      | 4      | 1      | 1      | 12–7   | +5     | 13     | 7         | 1         | 2         | 4         | 3–10      | –7        | 5         |
| Összesen (1–30.)        | 15     | 6      | 8      | 1      | 27–19  | +8     | 26     | 15        | 1         | 6         | 8         | 8–23      | –15       | 9         |

#### Helyezések fordulónként
| Forduló  | 1 | 2  | 3  | 4  | 5  | 6  | 7  | 8  | 9  | 10 | 11 | 12 | 13 | 14 | 15 | 16 | 17 | 18 | 19 | 20 | 21 | 22 | 23 | 24 | 25 | 26 | 27 | 28 | 29 | 30 |
| -------- | - | -- | -- | -- | -- | -- | -- | -- | -- | -- | -- | -- | -- | -- | -- | -- | -- | -- | -- | -- | -- | -- | -- | -- | -- | -- | -- | -- | -- | -- |
| Helyszín | O | I  | O  | I  | O  | I  | O  | O  | I  | O  | I  | O  | I  | O  | I  | I  | O  | I  | O  | I  | O  | I  | I  | O  | I  | O  | I  | O  | I  | O  |
| Eredmény | D | V  | GY | V  | D  | V  | D  | D  | V  | D  | D  | D  | D  | D  | D  | D  | GY | V  | GY | V  | V  | D  | V  | GY | V  | GY | D  | D  | GY | GY |
| Helyezés | 8 | 12 | 10 | 11 | 11 | 12 | 12 | 12 | 12 | 13 | 13 | 14 | 15 | 15 | 15 | 14 | 12 | 14 | 11 | 13 | 13 | 13 | 13 | 13 | 14 | 13 | 13 | 14 | 13 | 10 |

Helyszín: O = Otthon; I = Idegenben. Eredmény: GY = Győzelem; D = Döntetlen; V = Vereség.

### Magyar kupa
| 3. forduló 2011. szeptember 21. 15:30 |

| Andráshida SC | 0 – 2               | Kaposvári Rákóczi                                  |
| ------------- | ------------------- | -------------------------------------------------- |
|               | (0 – 2) Jegyzőkönyv | Katona 7' Varga 17' (öngól) Mudreša 79' Kardos 84' |

| Zalaegerszeg Nézőszám: 250 Játékvezető: Kovács Gábor (magyar) |

| 4. forduló 2011. október 26. 14:00 |

| Rákosmenti KSK          | 0 – 1               | Kaposvári Rákóczi                                |
| ----------------------- | ------------------- | ------------------------------------------------ |
| Hungler 72' Murinai 77' | (0 – 0) Jegyzőkönyv | Perić 90+9' Kardos 15' Alexeev 30' Kulcsár 90+8' |

| Budapest Nézőszám: 200 Játékvezető: Lovas László (magyar) |

| 5. forduló Első mérkőzés 2011. november 30. 13:00 |

| Putnok VSE                               | 1 – 1               | Kaposvári Rákóczi          |
| ---------------------------------------- | ------------------- | -------------------------- |
| Zimányi 70' Máthé 44' Roza 77' Zabos 88' | (0 – 1) Jegyzőkönyv | Grumić 20' 77' Šafarić 84' |

| Putnok Nézőszám: 500 Játékvezető: Becséri Dániel (magyar) |

| 5. forduló Visszavágó 2011. december 3. 14:00 |

| Kaposvári Rákóczi            | 3 – 0               | Putnok VSE                    |
| ---------------------------- | ------------------- | ----------------------------- |
| Perić 28' Zsók 41' Gujić 64' | (2 – 0) Jegyzőkönyv | Sebők 55' Sápi 67' Ulrich 89′ |

| Rákóczi Stadion, Kaposvár Nézőszám: 500 Játékvezető: Szilasi Szabolcs (magyar) |

| Negyeddöntő Első mérkőzés 2012. február 25. 14:00 |

| Kaposvári Rákóczi     | 0 – 1               | Debreceni VSC                     |
| --------------------- | ------------------- | --------------------------------- |
| Grumić 29' Graszl 86′ | (0 – 0) Jegyzőkönyv | Coulibaly 81' Varga 39' Šimac 47' |

| Rákóczi Stadion, Kaposvár Nézőszám: 600 Játékvezető: Németh Ádám (magyar) |

| Negyeddöntő Visszavágó 2012. március 13. 18:00 |

| Debreceni VSC      | 0 – 0               | Kaposvári Rákóczi                |
| ------------------ | ------------------- | -------------------------------- |
| Ramos 51' Méyé 70' | (0 – 0) Jegyzőkönyv | Kovács 38′ Farkas 55' Jammeh 64′ |

| Oláh Gábor utcai stadion, Debrecen Nézőszám: 2 000 Játékvezető: Szilasi Szabolcs (magyar) |

### Ligakupa

#### B csoport
| 1. forduló 2011. augusztus 30. 18:00 |

| Pécsi MFC    | 1 – 2               | Kaposvári Rákóczi                 |
| ------------ | ------------------- | --------------------------------- |
| Tóth 57' 79' | (0 – 1) Jegyzőkönyv | Farkas 6' 79' Kardos 55′ Bőle 86' |

| PMFC Stadion, Pécs Nézőszám: 300 Játékvezető: Becséri Dániel (magyar) |

| 2. forduló 2011. szeptember 6. 17:00 |

| Kaposvári Rákóczi     | 2 – 0               | BFC Siófok                                  |
| --------------------- | ------------------- | ------------------------------------------- |
| Kovács 30' Graszl 48' | (1 – 0) Jegyzőkönyv | Horváth 43' Mogyorósi 59' Yvan 65' Gadó 83' |

| Rákóczi Stadion, Kaposvár Nézőszám: 300 Játékvezető: Botló Béla (magyar) |

| 3. forduló 2011. október 5. 18:00 |

| Ferencváros            | 0 – 2               | Kaposvári Rákóczi |
| ---------------------- | ------------------- | ----------------- |
| Rósa 36' Ranilovič 84′ | (0 – 1) Jegyzőkönyv | Grumić 38' 65'    |

| Albert Flórián Stadion, Budapest Nézőszám: 250 Játékvezető: Berke Balázs (magyar) |

| 4. forduló 2011. október 12. 18:00 |

| Kaposvári Rákóczi                                 | 2 – 2               | Ferencváros                                           |
| ------------------------------------------------- | ------------------- | ----------------------------------------------------- |
| Pavlović 28' (11-esből) Jammeh 46' 51' Farkas 35' | (1 – 1) Jegyzőkönyv | Fitos 42' Nyilasi 87' Antal 19' Grúz 26' Nyárasdi 28' |

| Rákóczi Stadion, Kaposvár Nézőszám: 600 Játékvezető: Böcskei Balázs (magyar) |

| 5. forduló 2011. november 8. 14:00 |

| BFC Siófok                  | 2 – 0               | Kaposvári Rákóczi                |
| --------------------------- | ------------------- | -------------------------------- |
| Bozović 57' Lattenstein 64' | (0 – 0) Jegyzőkönyv | Katona 29' Jammeh 50' Diallo 66' |

| Révész Géza utca, Siófok Nézőszám: 100 Játékvezető: Gyarmati II. Tibor (magyar) |

| 6. forduló 2011. november 15. 16:00 |

| Kaposvári Rákóczi                | 1 – 0               | Pécsi MFC                           |
| -------------------------------- | ------------------- | ----------------------------------- |
| Jammeh 69' Graszl 42' Diallo 85' | (0 – 0) Jegyzőkönyv | Zeljkovič 38' Bajzát 46' Pintér 75' |

| Rákóczi Stadion, Kaposvár Nézőszám: 300 Játékvezető: Berger József (magyar) |

#### A B csoport végeredménye
| Csapat            | M | Gy | D | V | G+ | G– | Gk | P  |
| ----------------- | - | -- | - | - | -- | -- | -- | -- |
| Kaposvári Rákóczi | 6 | 4  | 1 | 1 | 9  | 5  | +4 | 13 |
| Pécsi MFC         | 6 | 3  | 1 | 2 | 10 | 6  | +4 | 10 |
| BFC Siófok        | 6 | 3  | 1 | 2 | 7  | 7  | 0  | 10 |
| Ferencváros       | 6 | 0  | 1 | 5 | 6  | 14 | –8 | 1  |

#### Negyeddöntő
| Első mérkőzés 2012. február 22. 13:00 |

| Kaposvári Rákóczi   | 0 – 1               | Lombard Pápa                           |
| ------------------- | ------------------- | -------------------------------------- |
| Jánvári 9' Zsók 26' | (0 – 0) Jegyzőkönyv | Tóth G. 75' Rodenbücher 63′ Balogh 88' |

| Rákóczi Stadion, Kaposvár Nézőszám: 200 Játékvezető: Oláh Gábor (magyar) |

| Visszavágó 2012. március 7. 16:00 |

| Lombard Pápa                       | 1 – 1               | Kaposvári Rákóczi                            |
| ---------------------------------- | ------------------- | -------------------------------------------- |
| Benko 50' Tóth G. 8' Présinger 17' | (0 – 1) Jegyzőkönyv | Jammeh 13' Jánvári 59' Diallo 65′ Katona 77' |

| Perutz Stadion, Pápa Nézőszám: 200 Játékvezető: Radványi Ádám (magyar) |

## Külső hivatkozások
- A csapat hivatalos honlapja
- A Magyar Labdarúgó Szövetség honlapja, adatbankja